# 367e régiment d'infanterie (France)
Pour les articles homonymes, voir 367e régiment.
Le 367e régiment d'infanterie (367e RI) est un régiment d'infanterie de l'Armée de terre française constitué en 1914 avec les bataillons de réserve du 167e régiment d'infanterie.
À la mobilisation, chaque régiment d'active créé un régiment de réserve dont le numéro est le sien plus 200.

## Création et différentes dénominations
- Août 1914 : 367e régiment d'infanterie

## Historique des garnisons, combats et batailles du367eRI

### Première Guerre mondiale

#### Affectations
- le régiment a pour casernement Toul. Il fait partie de la 146e brigade de la 73e division d'infanterie d'août 1914 à novembre 1918.

#### 1914
- septembre - décembre : secteur de la Woëvre. Bois le Prêtre.

#### 1915
- janvier - juin : secteur de la Woëvre.
- juillet - août : secteur de l'Argonne.

#### 1916
- mars : secteur de la Woëvre.
- avril - septembre : bataille de Verdun.
- septembre - décembre : est de Lunéville - Vého

#### 1917
- janvier - février : est de Lunéville - Vého
- février - juin : est de Lunéville - Domjevin
- juin : Verdun - cote 304
- août : secteur de Verdun.

#### 1918
- juin - novembre : secteur de la Somme.

## Drapeau
Il porte, cousues en lettres d'or dans ses plis, les inscriptions suivantes :
- Bois-le-Prêtre 1915
- La Marne 1918
- Champagne 1918